# Ek Tha Tiger
Ek Tha Tiger – bollywoodzki film sensacyjny z 2012 roku w reżyserii Kabira Khana.

## Fabuła
Film opowiada historię agenta indyjskich służb RAW, o tytułowym pseudonimie Tiger (Salman Khan). Otrzymuje on tajną misję obserwacji profesora Anwara Jamaala Kidwai'ego (Roshan Seth), wykładającego w dublińskim Trinity College i podejrzanego o szpiegostwo na rzecz pakistańskich służb ISI. W misji Tigerowi towarzyszy agent Gopi (Ranvir Shorey). W Dublinie Tiger znajduje profesora ale swoje zainteresowania kieruje ku jego atrakcyjnej pomocnicy – Zoy'i (Katrina Kaif), w której się zakochuje.

## Obsada
- Salman Khan jako Tiger, oficer RAW
- Katrina Kaif jako Zoya
- Ranvir Shorey jako Gopi
- Girish Karnad jako Shenoy
- Roshan Seth jako professor Anwar Jamaal Kidwai
- Gavie Chahal jako kaptain Abrar

## Nagrody
Film otrzymał na People's Choice Awards India w 2012 roku nagrody m.in. w kategoriach: najlepszy film, najlepszy aktor (Salman Khan), najlepsza aktorka (Katrina Kaif) oraz na 3rd BIG Star Entertainment Awards m.in. w kategoriach: film roku oraz Most Entertaining Actor in a Thriller Film dla Salmana Khana i Katriny Kaif.